# Estatuto do Desarmamento
A lei de controle de armas no Brasil, conhecida popularmente como Estatuto do Desarmamento, é uma lei federal derivada do projeto de lei do senado nº 292/1999 e após aprovado no senado, passou a ser na câmara dos deputados o PL nº 1555/2003. O PLS nº 292/1999 foi um projeto do até então senador na época Gerson Camata (PSDB-ES), que entrou em vigor no dia seguinte à sanção do então presidente, Luiz Inácio Lula da Silva, no dia 23 de dezembro de 2003. Trata-se da Lei 10 826 de 23 de dezembro de 2003, regulamentada pelo decreto 5123 de 1º de julho de 2004 e publicada no Diário Oficial da União no dia seguinte, que "dispõe sobre registro, posse e comercialização de armas de fogo e munição (...)".
O governo promoveu um referendo popular no ano de 2005 para saber se a população concordaria com o artigo 35 do estatuto, que tratava sobre a proibição da venda de arma de fogo e munição em todo o território nacional. O artigo foi rejeitado com 63,94% dos votos válidos (59 109 265), contra 36,06% dos eleitores que concordaram com o artigo (33 333 045).
A lei regulamenta a posse e o porte de armas por civis, com exceção para os casos onde haja necessidade comprovada; nesses casos, haverá uma duração previamente determinada e sujeita o indivíduo à demonstração de sua necessidade em portá-la, com efetuação de registro e porte junto à Polícia Federal através do Sistema Nacional de Armas (SINARM), para armas de uso permitido, ou ao Comando do Exército através do Sistema de Gerenciamento Militar de Armas (SIGMA), para armas de uso restrito, e pagamento das taxas de GRU. Um exemplo dessas situações são as pessoas que moram em locais isolados, que podem requerer autorização para porte de armas para se defenderem. A posse pode ser cassada a qualquer momento caso seja descumprido as normas, principalmente se o portador for abordado com sua arma em estado de embriaguez ou sob efeito de drogas ou medicamentos que provoquem alteração do desempenho intelectual ou motor.
A posse de armas permite o indivíduo portar a sua arma somente por toda a extensão de sua propriedade seja ela residência ou estabelecimento comercial dependendo de qual a arma estiver registrada, já o porte autoriza o indivíduo portar a arma fora dos limites de sua propriedade como exemplo na rua.

## Mudanças na legislação
Somente poderão portar arma de fogo os responsáveis pela garantia da segurança pública, integrantes das Forças Armadas, policiais civis, militares, federais, rodoviários federais e penais, agentes de inteligência, agentes, auditores fiscais e os agentes de segurança privada quando em serviço. Já os civis, mediante ou não a concessão do porte de arma de fogo, só podem comprar agora os maiores de 25 anos, e não menores de 21 anos, devido a estatísticas que sugerem grande número de perpetradores e vítimas de mortes ocorridas com jovens entre 17 e 24 anos.
Quanto à legislação penal decorrente do comércio ilegal e o tráfico internacional de armas de fogo, foram previstas penas mais específicas para essas condutas, até então especificadas como contrabando e descaminho. As penas para ambos os casos é de reclusão de quatro a oito anos e multa. Se a arma, acessório ou munição comercializada ilegalmente for de uso proibido ou restrito, a pena é aumentada da metade. Se o crime for cometido por integrante dos órgãos militares, policiais, agentes, guardas prisionais, segurança privada e de transporte de valores, ou por entidades desportistas, a pena também será aumentada da metade. Se a arma de fogo for de uso proibido, os crimes de posse ou porte ilegal, o comércio ilegal e o tráfico internacional são insuscetíveis de liberdade provisória, ou seja, o acusado não poderá responder o processo em liberdade, considerando-se crime inafiançável. No começo só poderiam pagar fiança por porte ilegal de armas aqueles que portassem arma de fogo de uso permitido e registrado em seu nome, porém com a decisão do STF sobre a ADI 3.112, o porte de armas de uso permitido passou a ser um crime afiançável independente da arma estar registrada ou não no nome da pessoa que estava portando.
Conquanto que as armas sejam registradas, o proprietário poderá entregá-la a qualquer tempo e o Estado irá indenizar seus proprietários. Estes tem o prazo de três anos para a renovação do registro. Foi extinto o prazo para os usuários de armas de fogo sem registro após a Campanha do Desarmamento.
Dessa forma, a aquisição de armas por particulares (civis) manteve-se permitida no Brasil, desde que cumpridos os seguintes requisitos:
- a) Possuir idade mínima de 25 (vinte e cinco) anos;
- b) Possuir ocupação lícita e residência fixa;
- c) Comprovar idoneidade por meio de apresentação de certidões negativas de antecedentes criminais, certidões negativas de distribuição de processos criminais e não estar "respondendo a inquérito policial";
- d) Apresentar teste de capacidade técnica e teste de aptidão psicológica para manuseio de arma de fogo, atestados por profissionais credenciados pela Polícia Federal;
- e) Declarar efetiva necessidade para a posse e comprovar efetiva necessidade para o porte;
- f) Proceder ao pagamento da respectiva taxa de GRU da posse (R$ 88,00);

O termo empregado pelo artigo 4º, inciso I, do Estatuto do desarmamento, relativamente ao termo "respondendo inquérito policial" gera discussões quanto a sua utilidade, uma vez que o inquérito policial é um procedimento inquisitivo que, segundo doutrinas e jurisprudências atuais, não garante ao investigado o direito ao contraditório e ampla defesa, inexistindo, na Lei Processual Penal, qualquer dispositivo que determine quando uma pessoa passa a "responder" ao inquérito policial, que, não raro, se desenvolve sem a ciência do investigado.
Os crimes previstos no Estatuto do Desarmamento são afiançáveis, seja pela autoridade judicial ou policial.

## Da aquisição de armas de fogo
A aquisição de armas de fogo em território nacional é permitida nas seguintes hipóteses, satisfeitas as exigências da lei:

### Por Pessoas Físicas
- A posse mediante declaração de efetiva necessidade nos termos do já citado Art 4º da lei 10 826/2003. Já o porte é exigido a comprovação de efetiva necessidade nos termos do Art 10º da lei 10 826/2003.[3]
- Pessoas autorizadas ao porte citadas no Art 6º, embora não tenha havido a proibição do comércio de armas, nos termos do Art 36, as entidades que mesmo com a proibição poderiam continuar a adquirir armas por certo que continuam a poder adquirir armas, como aliás ocorreu antes do referendo. O artigo fala em entidades, mas isso inclui as seguintes pessoas físicas:
  - Magistrados e membros do ministério público, por terem tal direito em lei própria,[9][10] conforme o caput do Art 6º
  - Integrantes da Forças Armadas, nos termos do regulamento da lei (Decreto nº 5123 de 1º de Julho de 2004), conforme o parágrafo 1º do próprio artigo 6º
  - Integrantes das Polícias Federal, Rodoviária Federal, Civis e Militares, e dos Bombeiros Militares. Caso existisse a Polícia Ferroviária Federal seus integrantes também poderiam portar armas. Nestes casos o porte é nos termos do regulamento
  - Os integrantes das guardas municipais e dos Municípios , nas condições estabelecidas no regulamento da lei[11]
  - Os agentes operacionais da Agência Brasileira de Inteligência e os agentes do Departamento de Segurança do Gabinete de Segurança Institucional da Presidência da República, nos termos do regulamento da lei
  - Integrantes do Departamento de Polícia Legislativa (da Câmara) e da Polícia do Senado Federal, nos termo do regulamento
  - Os integrantes do quadro efetivo dos agentes da Polícia Penal do Brasil, os integrantes das escoltas de presos e a Guarda Portuária, nos termo do parágrafo 1º-B, do próprio artigo integrantes das Carreiras de Auditoria da Receita Federal do Brasil e de Auditoria-Fiscal do Trabalho, cargos de Auditor-Fiscal e Analista Tributário

Obs 1:Em algumas dessas hipóteses a aquisição é condicionada a algumas exigências.
Obs 2: O artigo 6º fala em membros de entidade de desporto legalmente constituídas e em caçadores de subsistência, mas nesses casos há regras mais específicas que serão tratadas posteriormente.
Obs 3: Membros das forças armadas tem lei própria, porém o Estatuto do Desarmamento ainda assim estabeleceu normas para tais pessoas.
- Para colecionadores: É necessário ter registro no Exército Brasileiro, nos termos do Art 24, o chamado Certificado de Registro (CR), e ter a atividade de colecionamento apostilada.[12]
- Para atiradores esportivos: Os atiradores também precisam ter registro no Exército, possuir CR, nos termos do Art 24, e ser vinculado a uma entidade de pratica de esportes de tiro,[13] mesmo que com a rejeição do Art 36 em Referendo, a lei não exige ser membro de entidade de desporto.
- Para caçadores: A situação dos caçadores é bastante parecida com a dos atiradores, é também necessário ser registrado no exército, possuir CR, e é necessário ser membro de uma entidade de caça[13] mesmo que o Art 24 não o exija.
- Para caçadores de subsistência: ao contrário dos demais caçadores, os caçadores de subsistência têm seu registro e porte de arma emitidos pela polícia federal, e não são membros de qualquer entidade, a aquisição nestes casos é permitida para residentes em área rural que comprovem depender do emprego de arma de fogo para prover sua subsistência alimentar familiar poder, desde que declarem efetiva necessidade. Cada caçador de subsistência poderá ter apenas uma arma de uso permitido, de tiro simples, com 1 (um) ou 2 (dois) canos, de alma lisa e de calibre igual ou inferior a 16 (dezesseis), tal arma tem poder de fogo insuficiente para se caçar um javali, espécie cuja caça é autorizada.[14]

### Por Pessoas Jurídicas
O Estatuto do Desarmamento pouco fala de pessoas jurídicas, e quando o faz não o faz de maneira clara. Na parte em que há referência ao porte são citadas as empresas de segurança privada e os tribunais e ministérios públicos que tenham guarda própria, também se cita que membros de determinadas entidades poderão portar arma, nesse sentido a própria entidade é citada no artigo. Nesse caso o porte dá direito à aquisição, conforme o Art 36, mesmo que a proibição do comércio tenha sido rejeitada em referendo. Ademais, o decreto 5123 de 2004 cita expressamente a aquisição de armas por determinados órgãos e entidades, tanto em seu Art 1º quanto no Art 2º.
No caso dos comandos militares há também uma referência a eles no parágrafo único do art 27, que os autoriza a adquirir armas de calibre restrito, porém também lhes é permitida a aquisição de armas de calibre permitido.
A aquisição de arma de fogo é autorizada para as seguintes pessoas jurídicas:
- Empresas de segurança privada e de transporte de valores constituídas, nos termos do Estatuto do Desarmamento
- Tribunais do Poder Judiciário descritos no art. 92 da Constituição Federal e os Ministérios Públicos da União e dos Estados, para uso exclusivo de servidores de seus quadros pessoais que efetivamente estejam no exercício de funções de segurança, na forma de regulamento a ser emitido pelo Conselho Nacional de Justiça - CNJ e pelo Conselho Nacional do Ministério Público - CNMP
- As Forças Armadas
- As Polícias Federal, Rodoviária Federal, Civis e Militares, e os Bombeiros Militares, caso existisse a Polícia Ferroviária Federal também poderia adquirir armas.
- As guardas municipais[11]
- A Agência Brasileira de Inteligência e Departamento de Segurança do Gabinete de Segurança Institucional da Presidência da República
- As polícias legislativas da Câmara e do Senado Federal
- As guardas prisionais e portuárias
- A entidades de tiro e/ou de caça
- colecionadores pessoas jurídica: Mesmo a lei falando apenas em colecionadores, sem especificar se estão incluídas pessoas jurídicas o Exército Brasileiro autoriza a aquisição de armas por pessoas jurídicas que sejam colecionadores[15] (ver: CAC's).
- Representações diplomáticas[16]
- Lojas de armas

## Apoios

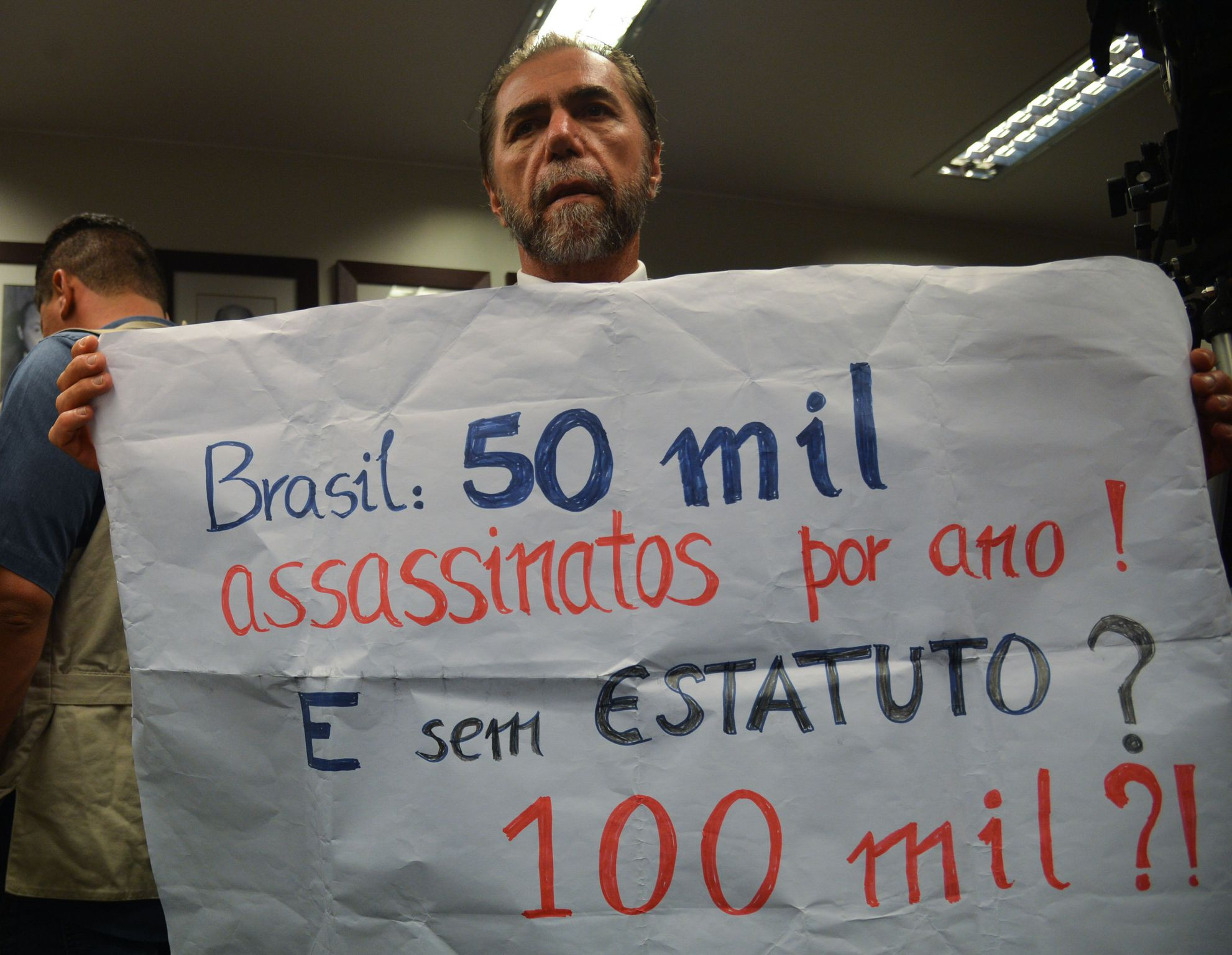
Ex-deputado Luiz Bassuma protestando contrário à revogação do Estatuto do Desarmamento

O principal argumento dos simpatizantes do Estatuto do Desarmamento é a significativa diminuição dos homicídios ocorridos no Brasil após sua promulgação em 2003, como pode-se observar no gráfico abaixo (a linha em vermelho apresenta a taxa de homicídios relativa ao tamanho da população no ano em questão).
O principal impacto do desarmamento seria a redução da tendência de crescimento de homicídios, como observa-se no gráfico. De 1980 a 2003, a taxa de homicídios (já proporcional ao tamanho da população) crescia em média 6,2% ao ano; a partir de 2004, esse crescimento foi reduzido a uma média de apenas 0,3%. O aumento dos números após alguns anos teria como principal causa a facilitação ao acesso a armas de fogo que se deu a partir de 2010; acredita-se que o aumento poderia ser ainda maior caso não houvesse o Estatuto do Desarmamento.
Os apoiadores baseiam suas convicções no fato de as pesquisas apontarem a influência do desarmamento na redução de mortes violentas no país, apontando que o Estatuto do Desarmamento teria salvado de 135 mil a 160 mil vidas.

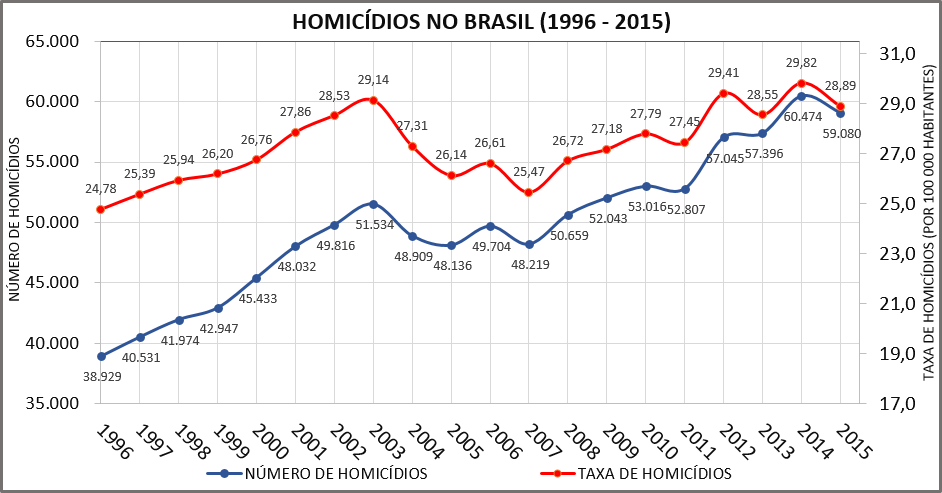
Homicídios no Brasil, de 1996 a 2015, segundo o Ipea.

## Críticas
A Campanha do Desarmamento, cujo objetivo é desarmar a sociedade, é apontada, por apoiadores do direito ao porte de arma, como ineficaz, pois, segundo seus opositores e críticos, desarma os cidadãos, mas não consegue desarmar os criminosos; elevando, portanto, o índice de crimes violentos. Denúncias apuradas revelam que, em algumas ocasiões, armas entregues por cidadãos nas campanhas de desarmamento, que deveriam ser destruídas, acabaram sendo desviadas. Constantemente, fábricas clandestinas de armas de fogo, para uso criminoso, são descobertas em várias cidades do país.
Grupos que defendem o direito dos cidadãos possuírem armas de fogo para legítima defesa, como o Movimento Viva Brasil, Associação Nacional Movimento Pró Armas, a Associação Brasileira de Atiradores Civis, e o Instituto Defesa, apontam o desarmamento civil como uma das causas do aumento de assassinatos. Também defendem a revogação total do Estatuto do Desarmamento, argumentando que, ao insistir em mantê-lo, o governo desrespeita a decisão tomada pela maioria no referendo de 2005. O Projeto de Lei 3722 de 2012, de autoria do deputado Rogério Peninha Mendonça, (MDB-SC) determina a revogação completa do Estatuto do Desarmamento.
Partidos de extrema-esquerda, como o PCO (Partido da Causa Operária), também são contra a política de desarmamento. Rui Costa Pimenta, presidente do partido, afirmou em uma entrevista ser a favor do uso de armas de fogo pela população, afirmando que a violência é estimulada pelo “aparato político-militar-judiciário”, e que:
| “                                       | Povo desarmado é um povo escravizado. Povo armado é um povo que controla o seu destino. […] Restringir o direito ao porte de arma querendo atingir a direita não tem condições de funcionar. A restrição só afeta a população mais pobre. A direita têm condições de ter armas e se esquivar da infração. É dever da classe trabalhadora e dos movimentos sociais lutar para constituir verdadeiros agrupamentos de defesa dos direitos da população, que estará preparada para enfrentar a direita que já esta armada e preparada para a luta em defesa de seus interesses de classe. | ” |
| — Rui Costa Pimenta - Presidente do PCO | |   |